# Relentless (The Pretenders)
Relentless è il dodicesimo album in studio del gruppo musicale anglo-statunitense The Pretenders, pubblicato nel 2023.

## Tracce
Testi e musiche di Chrissie Hynde e James Walbourne.
1. Losing My Sense of Taste – 4:13
2. A Love – 3:25
3. Domestic Silence – 4:03
4. The Copa – 4:03
5. Promise of Love – 3:10
6. Merry Widow – 4:44
7. Let the Sun Come In – 3:53
8. Look Away – 3:16
9. Your House Is on Fire – 3:45
10. Just Let It Go – 5:14
11. Vainglorious – 2:48
12. I Think About You Daily – 6:25

## Formazione
- Carwyn Ellis – chitarra acustica (1, 4, 10), organo (3, 6); Mellotron, sintetizzatore (6); chitarra elettrica (8)
- Chris Hill – basso (3, 5), contrabbasso (8)
- Chrissie Hynde – voce (tutte), chitarra elettrica (1–3, 7, 8, 11), percussioni (5), cori (6, 10, 11)
- Dave Page – basso (7, 11)
- Kris Sonne – batteria (1–8, 10), tamburello (1, 6, 10), cori (4), percussioni (5)
- James Walbourne – cori (1–5, 7, 9, 11), chitarra elettrica (1–4, 6–8, 10, 11), Mellotron (1, 5, 9, 10), basso (2, 9–11), piano (5, 12); organo, percussioni (5); chitarra acustica, chitarra EBow, piano Rhodes, sintetizzatore (9)
- David Wrench – percussioni (4, 5), cori (7), sintetizzatore Moog (9), sintetizzatore (9)
- Jonny Greenwood – arrangiamento archi (12)
- 12 Ensemble – archi (12)

## Classifiche
| Classifica (2023) | Posizione raggiunta |
| ----------------- | ------------------- |
| Regno Unito       | 25                  |